# All England Law Reports

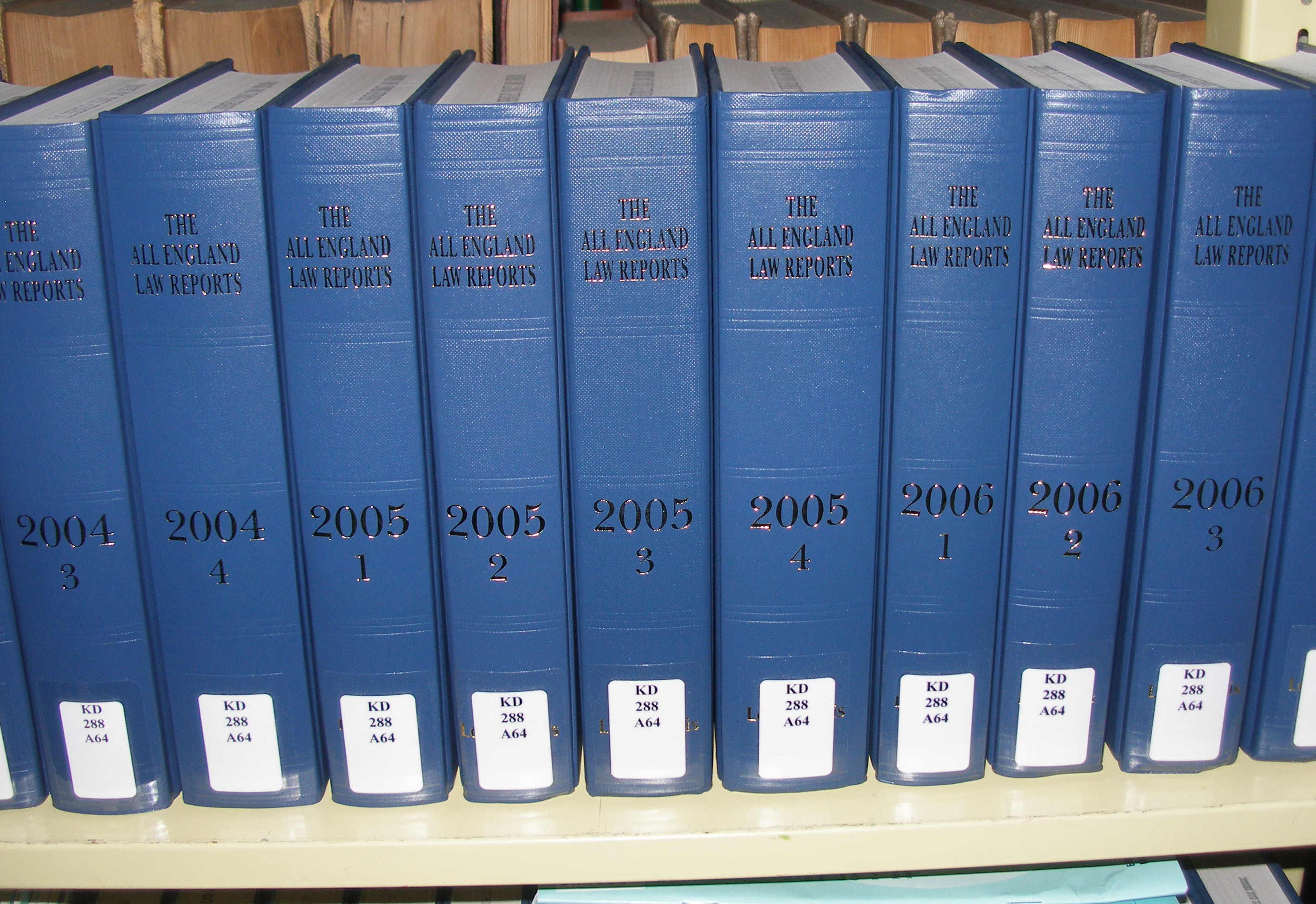
Die Sammlung der Rechtsfälle als Buchreihe.

Die All England Law Reports (Abkürzung All ER) sind eine Sammlung von Rechtsfällen aus England und Wales, herausgegeben seit 1936 vom  Verlag LexisNexis Butterworths. Sie bilden neben den English Reports des Incorporated Council of Law Reporting die wichtigste Sammlung englischen case laws; sie sollen jedoch im Gegensatz zu letzteren in offiziellen Dokumenten nur nachrangig zitiert, wenn der Fall in den English Reports nicht überliefert ist. Als The All England Law Reports Reprint erscheinen Nachdrucke von cases aus den Jahren 1558 bis 1936. 